# Ancienne synagogue d'Essen

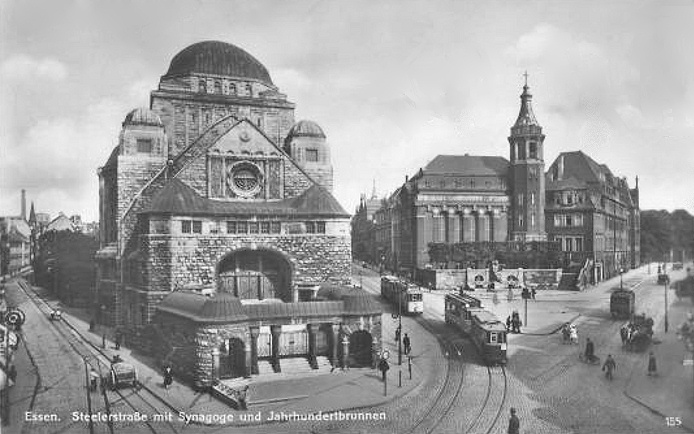
La synagogue en 1922

L'ancienne synagogue d´Essen (autrefois Synagogue de la porte de Stelle) est aujourd'hui un centre de la culture juive. Elle se situe dans le centre-ville, non loin de la mairie. 
La synagogue ainsi que la maison du rabbin attenante, ont été terminées en 1913 après deux ans de travaux. Les plans sont de l´architecte Edmund Körner (de). L'ancienne synagogue est un des bâtiments les plus imposants du Judaïsme allemand d´avant-guerre.

## Galerie

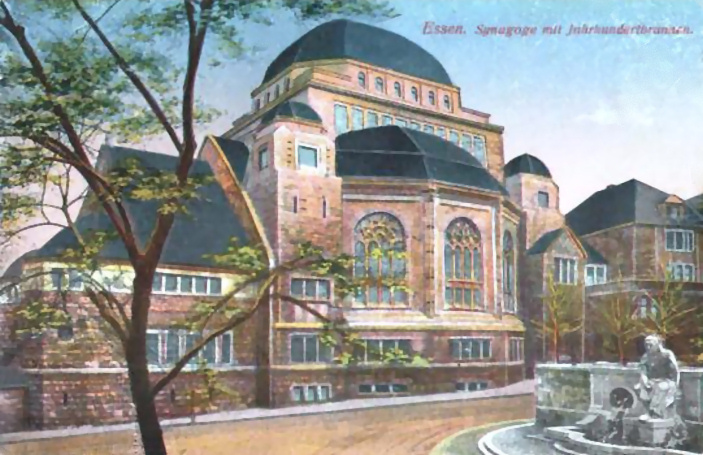
Synagoge 1917
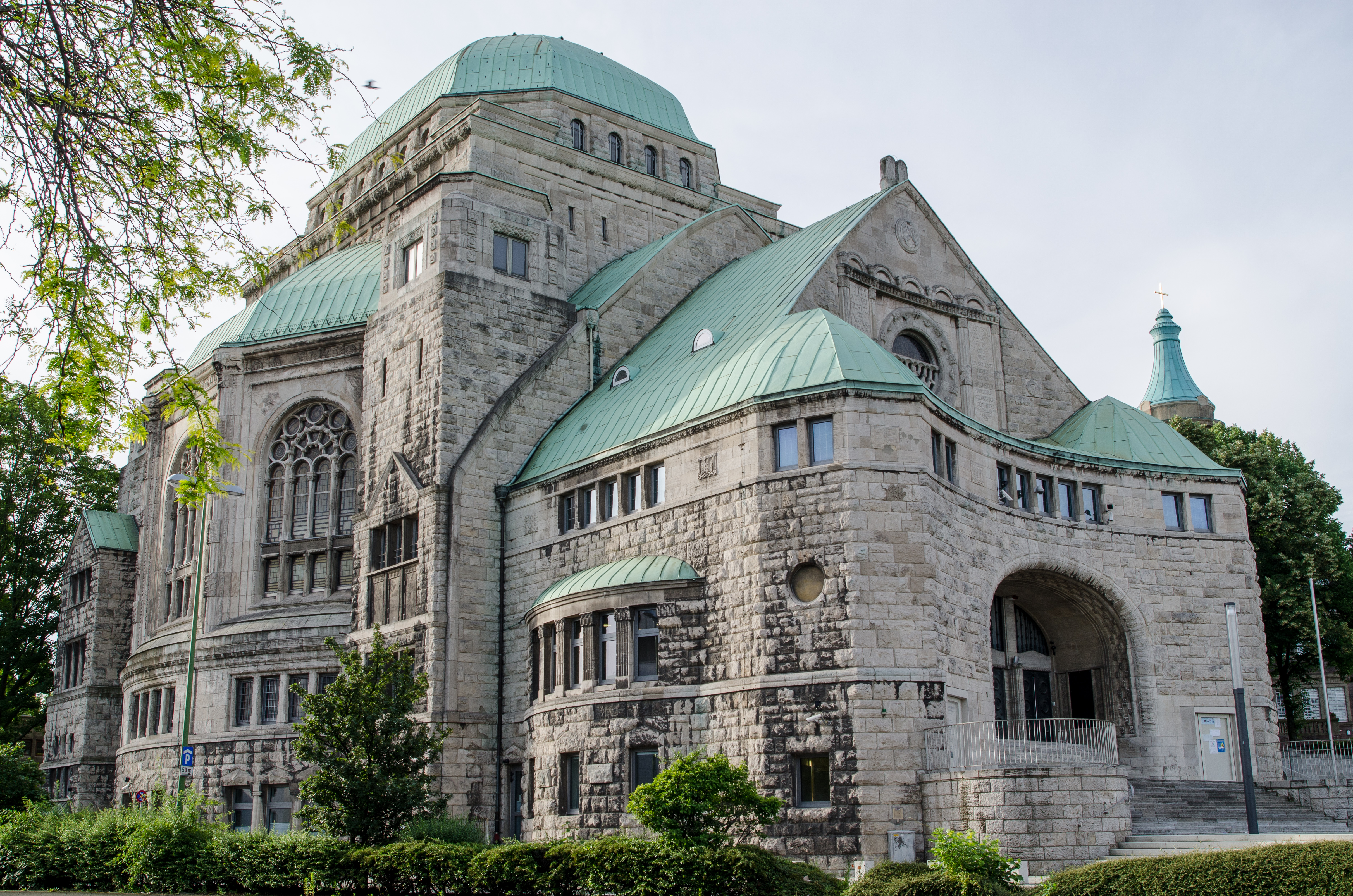
Alte-Synagoge-2012
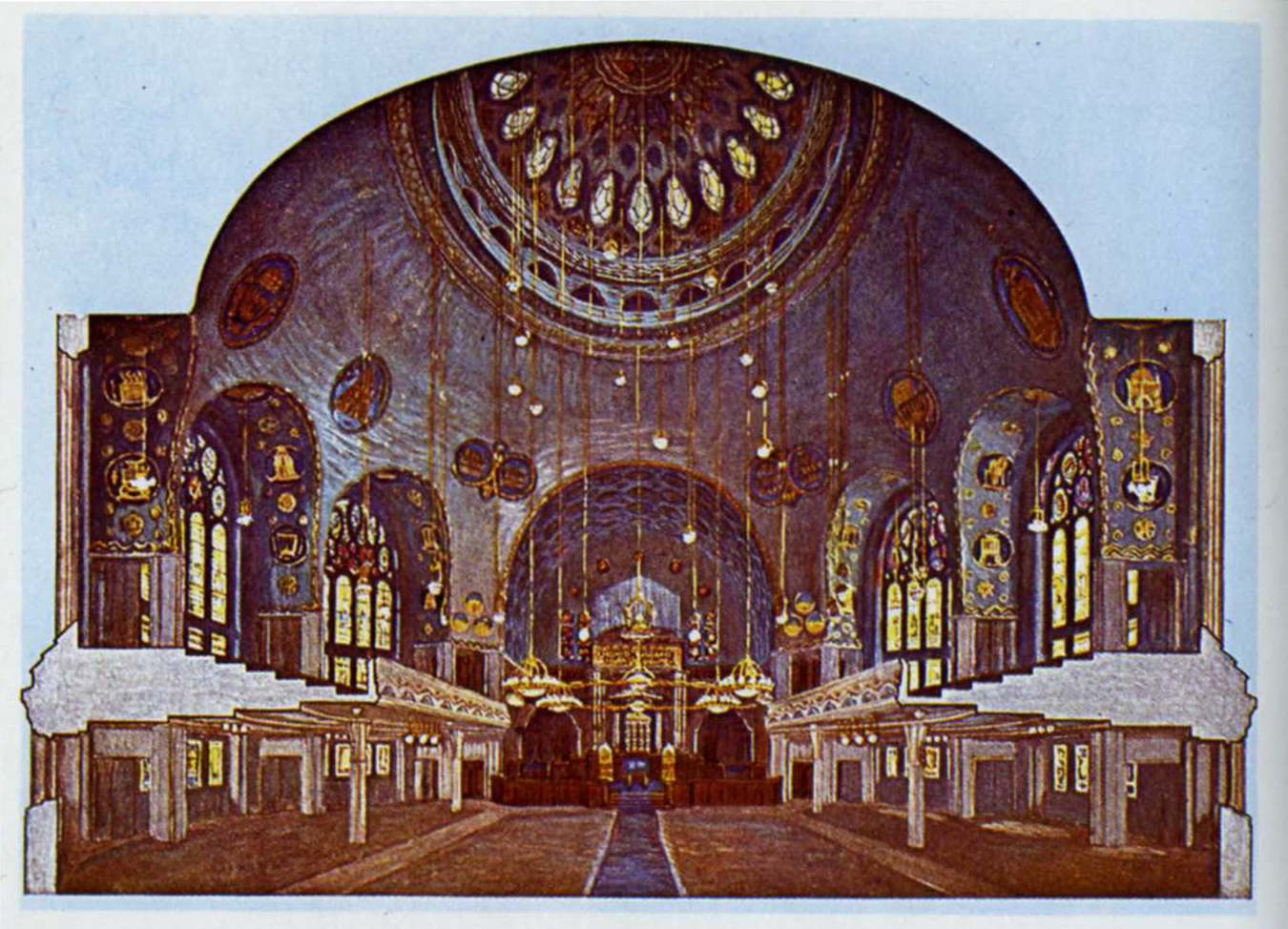
Synagogue d'Essen - intérieur
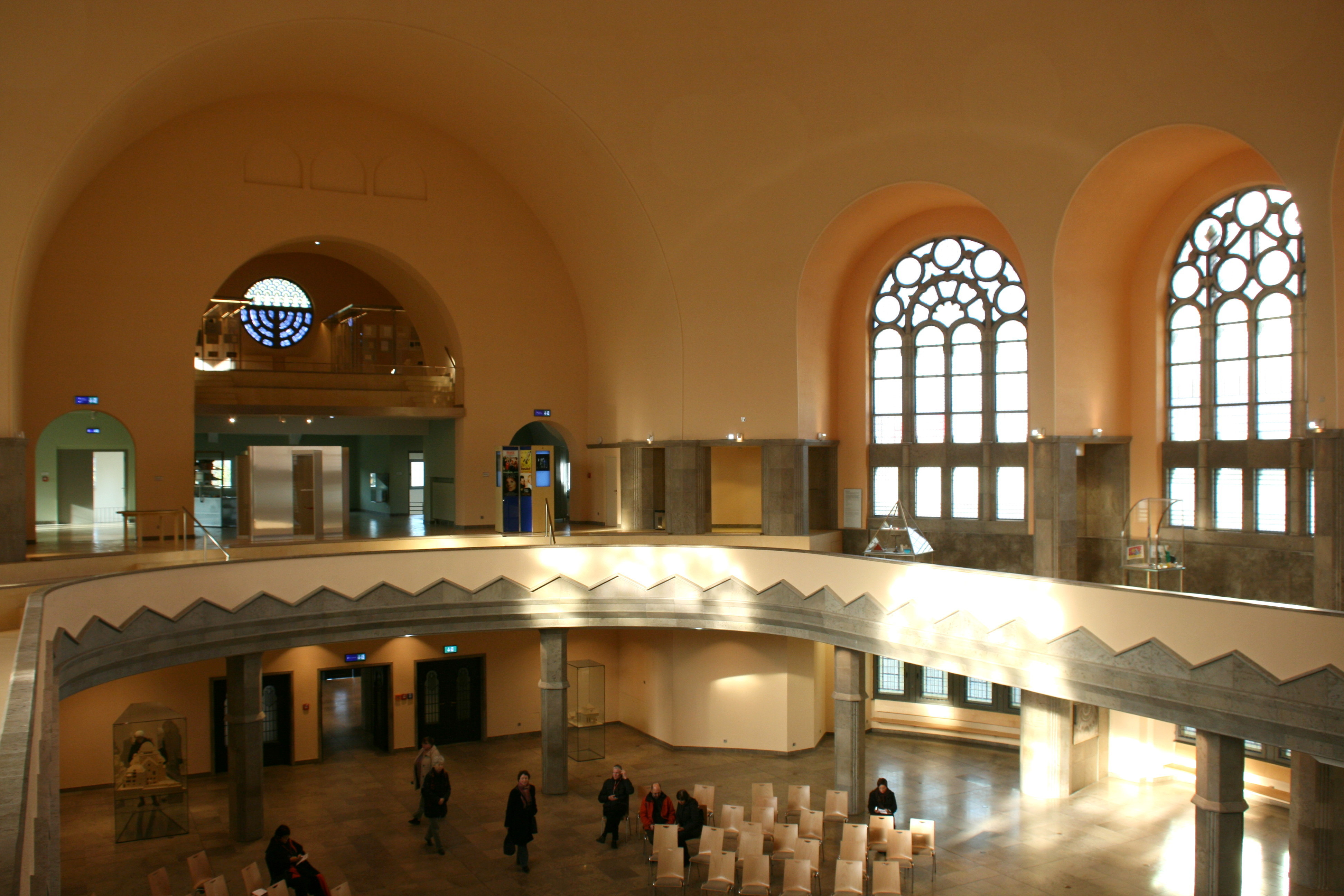
Essen - Alte Synagoge in 09 ies
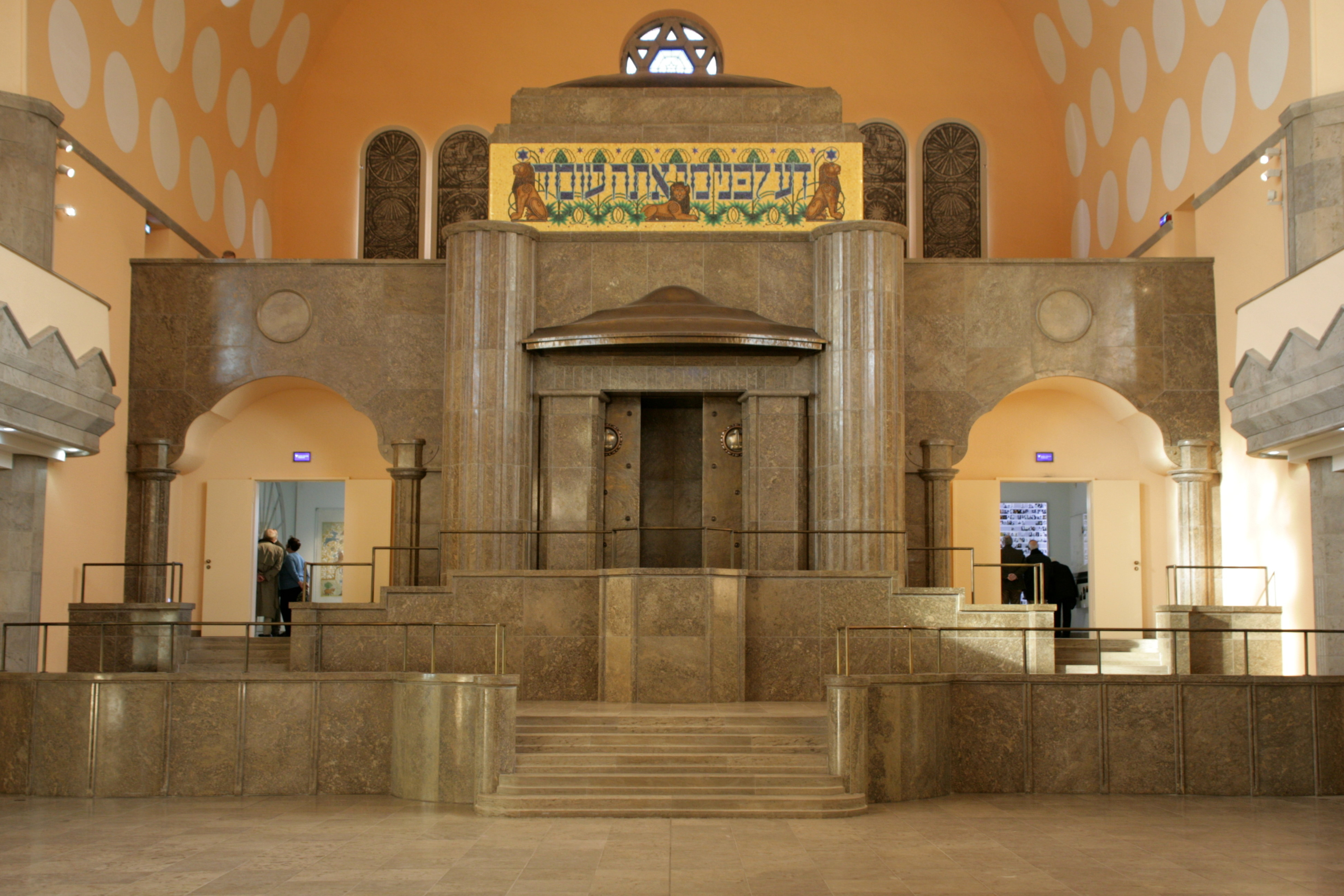
Essen - Alte Synagoge in 04 ies